# Sepúlveda (kommun)
Sepúlveda är en kommun i Spanien.   Den ligger i provinsen Provincia de Segovia och regionen Kastilien och Leon, i den centrala delen av landet, 100 km norr om huvudstaden Madrid. Antalet invånare är 1 232. Arean är 124 kvadratkilometer.
Terrängen i Sepúlveda är huvudsakligen platt, men åt nordväst är den kuperad.